# Bourdaine
Frangula alnus
Espèce
Classification phylogénétique
Statut de conservation UICN

 LC  : Préoccupation mineure
La Bourdaine,  Bourgène ou Aulne noir (Frangula alnus), est une espèce de plantes à fleurs de la famille des Rhamnaceae. C'est un arbuste qui pousse en milieu généralement humide et dont l'écorce est utilisée comme purgatif.

## Synonymie
- Rhamnus frangula
- Frangula dodonei P. Arduino, 1766.

Elle est fréquemment désignée sous ce nom prétendument plus ancien, mais les écrits d'Arduino ne présentent pas de vrai nom binomial donnant un statut nomenclatural .

## Description
C'est un arbrisseau haut de 1 à 3 mètres.
L'écorce se dédouble facilement : l'externe est brun-noir, l'interne est verte. De nombreuses lenticelles grisâtres et allongées sont apparentes en surface ; l'écorce exhale une odeur forte et désagréable[réf. nécessaire].
Les tiges sont élancées, les rameaux sont alternes, sans épines.
Les feuilles sont alternes, obovales, apiculées, à bords lisses, glabres, à 7-9 paires de nervures arquées, courtement pétiolées (max 2 cm de long), et vert brillant au-dessus, vert clair dessous.
Les fleurs groupées en ombelles, hermaphrodites, petites, verdâtres et dont la floraison s'étale d'avril à juillet, donnent des fruits globuleux d'abord verts puis rouges et enfin noirs à maturité. Ils sont alors frais, juteux, un peu sucrés mais toxiques[réf. nécessaire].
Leurs bourgeons sont bruns et nus, ils ne possèdent pas d'écailles.
|                      |         |
| Fleurs de bourdaine. | Écorce. |

## Habitat
On trouve la bourdaine soit sur des terrains humides et acides, soit sur des terrains secs et calcaires (écotype, dans les sous-bois, les clairières, en lisières forestières, en plaine et en montagne). Elle est répandue dans toute l'Europe, sauf l'extrême nord et la région méditerranéenne.
En Suisse, on la trouve dans les aulnaies, zones humides et haies, aux étages collinaires et montagneux. Elle n'est ni menacée, ni protégée, mais cependant mentionnée dans les Objectifs environnementaux pour l’agriculture "Espèces et milieux naturels". Cela signifie qu'elle est mentionnée en tant qu'espèce caractéristique dans des milieux naturels.

## Toxicité
Les fruits et l'écorce fraîche contiennent des composés anthracéniques dont la forme réduite est émétique, donc très toxique, mais le séchage permet leur oxydation en anthraquinones. Celles-ci, sous forme de glycosides ou aglycones ont un effet purgatif violent avec risque de collapsus. Les fruits sont dangereux pour les enfants.
Son fruit, très prisé des chevreuils notamment, contient des alcaloïdes peptidiques (frangulanine, franganine) en faibles quantités aux effets psychotropes.

## Propriétés médicinales
L'écorce desséchée contient des anthranoïdes. Elle est utilisée comme purgatif et est aussi cholagogue. 

## Autres propriétés
La bourdaine est également une plante mellifère, grâce à ses petites fleurs riches en nectar,,.
La bourdaine est aussi un arbuste tinctorial. Selon les techniques de teinture et la partie utilisée, elle permet d'obtenir plusieurs couleurs : son écorce fraîche donne des tons nuancés de rouge à framboise, son écorce sèche et son bois varient du rouge au brun, ses baies violettes peuvent même donner du vert.
Le bois de la bourdaine est également utilisé en vannerie. Son bois souple se travaille facilement.

## La bourdaine dans l'Histoire
La bourdaine est une essence forestière qui sert depuis plusieurs siècles à la fabrication de la poudre à canon. L'ordonnance de Colbert "sur le Faict des Eaux et Forêts" de 1669 ordonne le monopole de sa récolte par le Service des Poudres et Salpêtres, qui avait la charge de la payer au cours moyen des coupes de bois. Une disposition qui fut rappelée au rythme des guerres de la fin du règne du roi Louis XIV. Elle avait alors un intérêt économique important.
Durant le Consulat, un arrêté de 1803 (du 25 fructidor an XI) précisait que « le bois de bourdaine continuera à être réservé pour la confection du charbon de bois propre à la fabrication de la poudre ».
Ce même charbon de bois permettait vers 1860 de fabriquer de la poudre noire à faible vitesse de déflagration, utilisée dans les carrières de pierre ornementale pour fournir de gros blocs non fracturés. C'est notamment elle qui permit d'extraire pour Charles Garnier dans les mines de fluorine de Voltennes (La Petite-Verrière, en Morvan, France) les gros blocs nécessaires à la fabrication des 189 colonnettes (de 55 cm de hauteur d'un seul tenant finalement) qui décorent les balcons de la nef du Grand Escalier du Palais Garnier, l'opéra national de Paris,.

## Plante hôte
C'est la ou une plante hôte des chenilles de nombreux lépidoptères (papillons) comme :
- Celastrina argiolus[19] - l'Azuré des nerpruns
- Satyrium spini - la Thécla des nerpruns.
- Gonepteryx rhamni[19] - le Citron, un Pieridae.
- Callophrys rubi fervida - la Thècle de la ronce.
- Triphosa dubitata L. la Lorentie douteuse[19].

## Photos

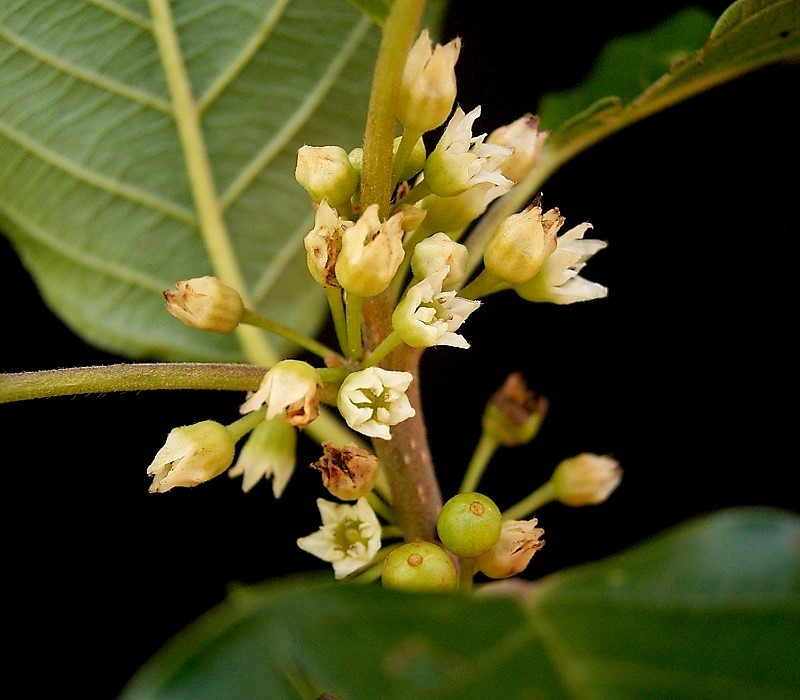
Fleurs.
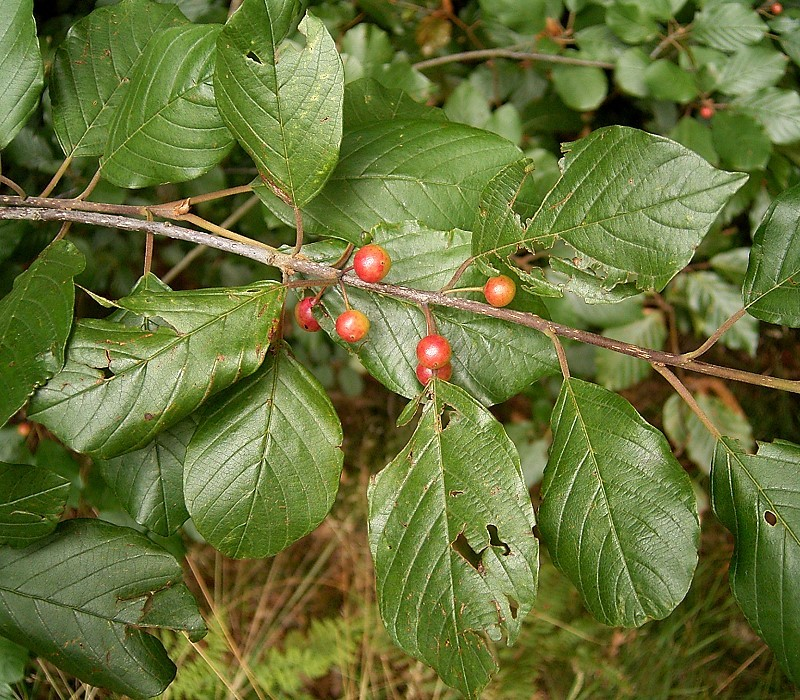
Feuilles et fruits.
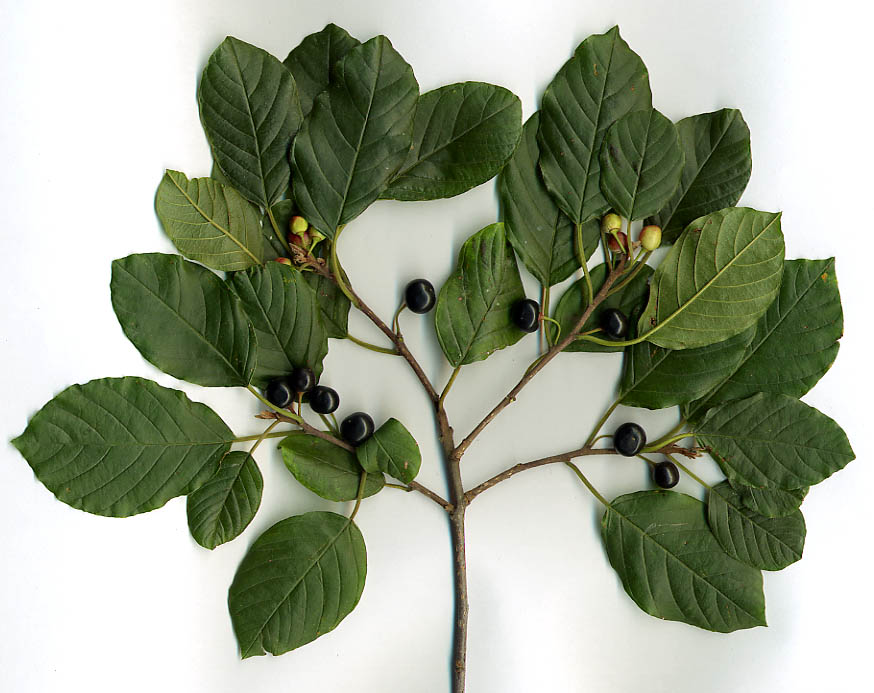
Feuilles et fruits.
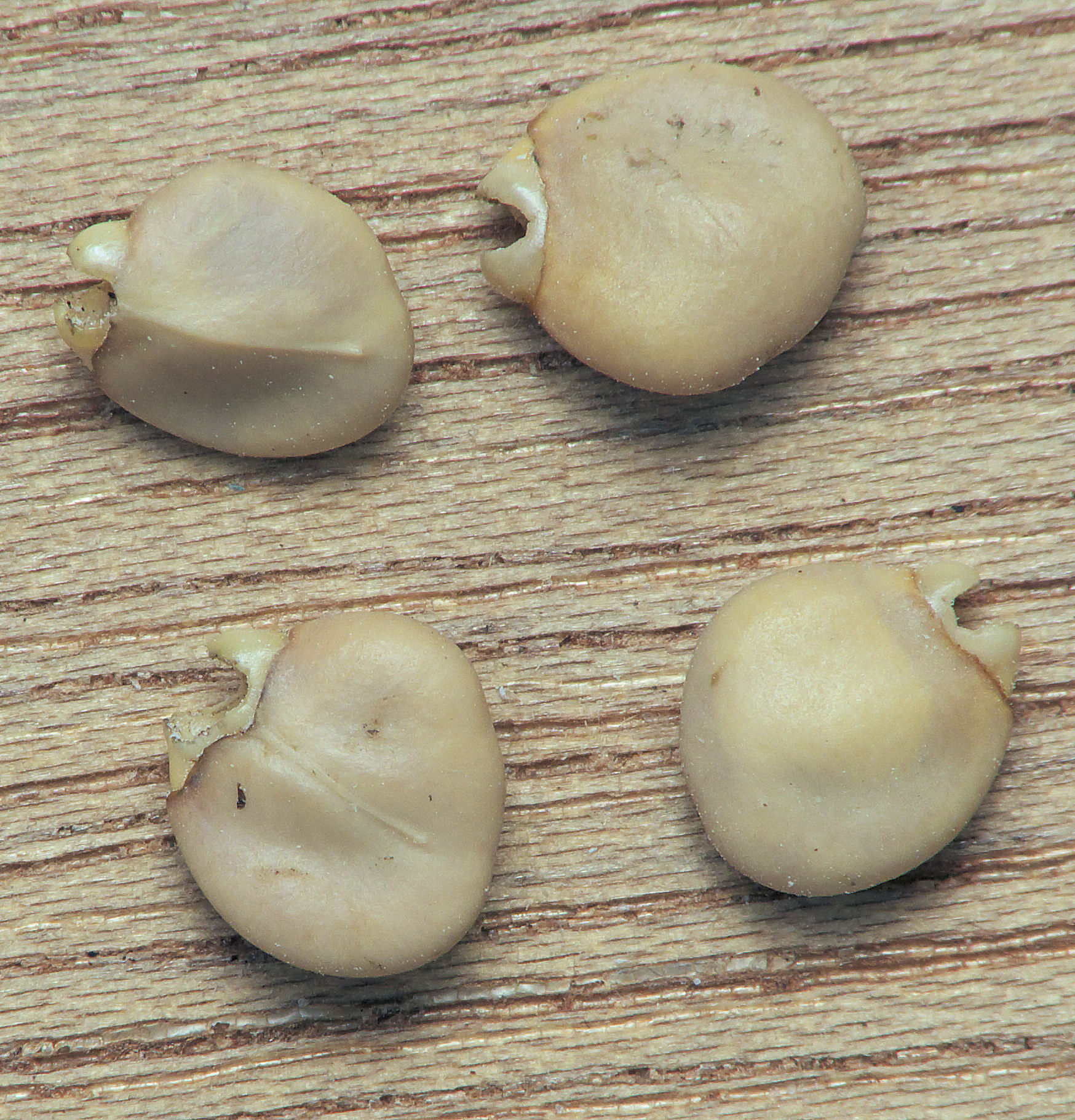
Graines, taille 5-6mm.